# トラベクテジン
トラベクテジン（trabectedin）は抗腫瘍薬の一つ。Ecteinascidin 743（エクテイナシジン743）あるいはET-743としても知られている。商品名はヨンデリス。悪性軟部腫瘍の治療薬として日本、アメリカ、ヨーロッパ、ロシアなどで承認されている。また、乳癌、前立腺癌、小児肉腫に対する治験が行われている。トラベクテジンは欧州委員会とアメリカ食品医薬品局から軟部肉腫および卵巣癌に対する希少疾病用医薬品として認められている。また日本でも「染色体転座を伴う悪性軟部腫瘍」の希少疾病用医薬品として認められている。
2009年11月、欧州委員会は、27のEU加盟国およびノルウェー、アイスランド、リヒテンシュタインにおける、白金系抗がん剤感受性の再発性卵巣癌の女性に対するトラベクテジンとペグ化リポソームドキソルビシンとの併用治療を認可した。

## 効能・効果
- 悪性軟部腫瘍[5]
  - 化学療法未治療例における有効性および安全性は確立していない。
  - 他の抗悪性腫瘍剤との併用について、有効性および安全性は確立していない。

## 副作用
重大な副作用として添付文書に記載されているものは、
- 肝不全、肝機能障害（AST（GOT）上昇（58.9%）、ALT（GPT）上昇（71.2%）等）、
- 好中球減少（87.7%）、白血球減少（64.4%）、血小板減少（38.4%）、貧血（32.9%）、リンパ球減少（27.4%）、発熱性好中球減少症（15.1%）、感染症（肺炎（1.4%）、敗血症性ショック等）、
- 横紋筋融解症（1.4%）、重篤な過敏症、鬱血性心不全（1.4%）、左室駆出率低下

である。（頻度未記載は頻度不明）

## 発見と開発
1950年代から1960年代の間、アメリカ国立癌研究所 (NCI) は植物と海洋生物素材からの幅広い物質探索（スクリーニング）を行っていた。そのスクリーニングの結果、ホヤの一種であるEcteinascidia turbinata の抽出物が抗癌活性を示すことが1969年に明らかとなった。 
活性分子の精製と同定は、十分に繊細な技術が開発されるまで長い年月を要したが、1984年にイリノイ大学のK. L. Rinehartによって活性成分の一つであるエクテイナシジン743の構造が決定された。Rinehartは、西インド諸島の礁でスクーバダイビングによって、ホヤを収集した。スペインの会社PharmaMarがイリノイ大学から、この化合物のライセンスを取得し、トラベクテジンを含むホヤの養殖を試みたが大した成果はなかった。ホヤからのトラベクテジンの単離収率は極めて低く、1グラムのトラベクテジンを単離するのに1トンのホヤが必要となる（臨床試験には約5グラムの化合物が必要と考えられた）。そこで、Rinehartはハーバード大学の化学者E. J. コーリーに、トラベクテジンの合成法の開発を依頼した。コーリーの研究グループは1996年に、トラベクテジンの全合成を発表した。その後、より単純で扱いやすい合成法が開発され、ハーバード大学が特許を取得し、PharmaMarにライセンス供与した。現在、トラベクテジンは、PharmaMarによって開発された、微生物Pseudomonas fluorescens の培養によって得られる抗生物質であるサフラシンB (safracin B) を出発原料とした半合成法を基に供給されている。
トラベクテジンは1996年に初めてヒトに投与された。2007年に、欧州医薬品庁 (EMEA) は、アントラサイクリン系抗がん剤およびイホスファミドによる治療が失敗したかこれらの薬剤に適さない進行性軟部肉腫の患者に対する治療薬として、トラベクテジン（商品名 Yondelis）の販売を承認した。EMEA医薬品委員会 (CHMP) は、トラベクテジンは充分にデザインされた現在の最良の治療との比較ランダム化試験によって評価されておらず、臨床的有効性のデータは主に脂肪肉腫と平滑筋肉腫患者に対するものであると意見を述べた。しかしながら、軸となる研究では、2つの異なるトラベクチン投与計画群で有意差が見られており、病気の希少性を鑑みて、CHMPは例外的に医薬品承認を認めることができるとした。承認の一部として、PharmaMarは特定の染色体転座がトラベクテジンに対する反応性を予測するのに使えるかどうかについて明らかにするためのさらなる臨床試験を行うことに合意した。2008年にEMEAおよびFDAに対して再発卵巣癌へのペグ化リポソームドキソルビシンとの併用療法についての販売承認申請資料が提出されたが、2011年にはFDAから第III相臨床試験の追加を要求されたため米国での申請を取り下げた。
また、前立腺癌、乳癌、小児腫瘍に対する第II相臨床試験が行われている。

## 構造
トラベクテジンは3つのテトラヒドロイソキノリン部と、システイン残基を含むヘテロ10員環を含む8つの環、7つの不斉中心を有している。

## 生合成

トラベクテジン（ET-743）の推定生合成経路

2011年にホヤEcteinascidia turbinataの共生微生物であるCandidatus Endoecteinascidia frumentensisがエクテイナシジン743の生合成で大きな役割を果すことが明らかになった。Candidatus Endoecteinascidia frumentensisでの生合成は、EtuA3モジュールのアシルリガーゼドメインに脂肪酸が結合する事から始まる。システインとグリシンが標準的な非リボソームペプチド（NRPs）アミノ酸として脂肪酸に結合する[1]。次にチロシンが酵素EtuH、EtuM1、EtuM2で酸化されてメタ位が水酸化された後、パラ位の水酸基とメタ位の（水酸化されていない）炭素がメチル化される。このチロシン誘導体がピクテ・スペングラー反応で[1]の分子に結合する。この時アミノ基がアルデヒドと結合してイミンとなり、フェノール環から電子を受けて縮合環化して二級アミンとなる。この反応はEtuA2のTドメインで進む。チロシン誘導体はもう1分子が消費され、ピクテ・スペングラー反応で2つ目のニ環系構造が得られる。酵素EtuOおよびEtuF3がその後の反応に関与して、いくつかの官能基とスルフィド結合が導入され、その結果、ET-583、ET-597、ET-596、ET-594が合成される。第3の（m-メチル化されていない）m-O-メチル化チロシンがピクテ・スペングラー反応で環化されて最終生成物が得られる。

## 全合成
トラベクテジンの生合成には2つのチロシン残基の二量体化による分子の五環性コア構造の形成が関与していると考えられていたので、イライアス・コーリーによるトラベクテジンの全合成はこの生合成経路に基づいた合成戦略によって達成されている。この合成は、マンニッヒ反応、ピクテ・スペングラー反応、クルチウス転位、不斉ロジウム-ジホスフィン触媒によるエナンチオ選択的水素化反応などを用いている。別の合成段階では、五環性骨格の構築のためにウギ反応を利用している。このような複雑な分子の合成でのワンポット多成分反応において、この反応を使用することは前例がない。

## 作用機序
トラベクテジンは癌性遺伝子転写因子FUS-CHOPをブロックして粘液性脂肪肉腫の転写プログラムを逆転させることが明らかにされた。この逆転により、トラベクテジンはこれらの細胞の分化を促して癌遺伝子の発現を阻止している。
遺伝子の転写干渉を除いて、トラベクテジンの作用機序は複雑で完全には解明されていない。DNAに結合しグアニンのN2位をアルキル化する化合物が知られている。この結合は二重螺旋の副溝で、3〜5塩基の間で起こり、特にCGGの配列で多いことがin vitroの研究で判明している。その他に反応が起き易い配列はTGG、AGC、GGCである。一旦結合するとこの可逆的共有結合付加物は、主溝に向かってDNAを曲げ、活性化している転写に干渉し、転写共役ヌクレオチド除去修復複合体を損傷し、RNAポリメラーゼIIの分解を促進し、DNA二重らせんを崩壊させる。
また、DNA骨格の切断と細胞のアポトーシスを引き起こす、DNA鎖近傍での超酸化物の生成が関与していると考えられている。実際の作用機構は知られていないが、化合物のヒドロキシキノン骨格における普通でない自己酸化還元反応によって分子状酸素が超酸化物へと還元されることによって開始されると考えられている。また、化合物が活性型のオキサゾリジン型に変化しているとの推測もある。